# Lombardsko-venetsko Kraljevstvo
Lombardsko-venetsko Kraljevstvo uspostavljeno je odlukom Bečkog kongresa 9. srpnja 1815., a postojalo je sve do ulaska u sastav Kraljevine Italije.
Kraljevstvom je vladala dinastija Habsburg, s prekidom od godinu i pol dana u razdoblju od ožujka 1848. do kolovoza 1849. Austrijski car Franjo I. vladao je od 1815. do 1835. Naslijedio ga je Ferdinand I., koji vlada do 1848. godine. Te je godine, 18. ožujka, izbila revolucija. Austrijanci su pobjegli iz Milana, koji je 22. ožujka postao glavni grad lombardijske privremene vlade. 23. ožujka podignut je ustanak i u Veneciji, odakle su protjerani Austrijanci i formirana je privremena vlada Venecije.
Kralj Pijemonta i Savoje, Karlo Albert od Sicilije, smatrao je da je došao trenutak ujedinjenja Italije i proglasio je rat Austriji. Austrijski maršal Josef Radetzky porazio ga je u bitki kod Custoze 24. srpnja 1848. godine. Radetzky je vratio kontrolu nad cijelom Lombardijom, osim Venecije. Milano je zauzeo 6. kolovoza 1848. U Veneciji je bila proglašena republika.
Drugi poraz Radetzky je naneo Karlu Albertu u bitki kod Novare 23. ožujka 1849. godine. Venecija je ponovo pala u austrijske ruke 24. kolovoza 1849.
Austrijski car Franjo Josip I. vladao je kraljevstvom od 1849. do pripajanja Venecije Italiji 1866. godine. Lombardija je pripojena Italiji jos 1859., nakon Austrijsko-sardinijskog rata.